# Зиновьев, Георгий Терентьев
Гео́ргий Тере́нтьев Зино́вьев — русский художник второй половины XVII века. Жалованный иконописец Оружейной палаты (с 1670 года).

## Биография
Происходил из крепостных крестьян, принадлежавших московскому помещику Гавриле Островскому. Учился у Симона Ушакова, который отмечал, что Зиновьев «писать искусен и пишет добрым мастерством». 31 мая 1667 года, когда обучение подошло к концу, был выкуплен и определён в Оружейную палату. Начиная с 1668 года, «принимал участие во всех важнейших иконописных работах своего времени»: в храме св. Григория Неокесарийского на Полянке (1668, в сотрудничестве с Симоном Ушаковым и другими художниками), в храме Покрова в подмосковном селе Братцево (1673, в сотрудничестве с Симоном Ушаковым, Никитой Павловцем, Фёдором Козловым, Андреем Ильиным и Иваном Филатьевым), в суздальском соборе Рождества Богородицы (1681), в церквях города Батурина (1682). В 1686 году по приказу царей Ивана и Петра Алексеевичей был послан ко двору грузинского царя Арчила II «для иконного письма»; по возвращении написал четыре иконы для константинопольского патриарха Дионисия. В 1688 году участвовал в реставрационных работах в церкви Преображения Господня, что на дворце (1688), в 1700 году переписал образ Спаса на престоле в Успенском соборе. Последнее упоминание о Зиновьеве относится к 1702 году.